# Парохонська сільська рада
Парохонська сільська́ ра́да (біл. Парахонскі сельсавет) — адміністративно-територіальна одиниця у складі Пінського району Берестейської області Білорусі. Адміністративний центр — село Парохонськ.

## Склад
Населені пункти, що підпорядковувалися сільській раді станом на 2009 рік:
| Населений пункт | Тип  | Населення, осіб (2009) |
| --------------- | ---- | ---------------------- |
| Березці         | село | 208                    |
| Вилази          | село | 54                     |
| Молодельчиці    | село | 122                    |
| Осниця          | село | 52                     |
| Островичі       | село | 80                     |
| Парохонськ      | село | 1852                   |
| Селище          | село | 239                    |

## Населення
За переписом населення Білорусі 2009 року чисельність населення сільської ради становила 2607 осіб.

### Національність
Розподіл населення за рідною національністю за даними перепису 2009 року:
| Національність | Осіб | Відсоток |
| -------------- | ---- | -------- |
| білоруси       | 2435 | 93,40 %  |
| росіяни        | 88   | 3,38 %   |
| українці       | 60   | 2,30 %   |
| поляки         | 9    | 0,35 %   |
| вірмени        | 3    | 0,12 %   |
| татари         | 2    | 0,08 %   |
| молдовани      | 2    | 0,08 %   |
| чуваші         | 2    | 0,08 %   |
| євреї          | 1    | 0,04 %   |
| азербайджанці  | 1    | 0,04 %   |
| литовці        | 1    | 0,04 %   |
| німці          | 1    | 0,04 %   |
| осетини        | 1    | 0,04 %   |
| афганці        | 1    | 0,04 %   |
| Разом          | 2607 | 100 %    |